# فلوريان ماير (حكم كرة قدم)
فلوريان ماير (بالألمانية: Florian Meyer)‏ (مواليد 21 نوفمبر 1968 في براونشفايغ) حكم كرة قدم ألماني . بدأ مسيرته التحكيمية في ألمانيا في سنة 1996 ثم قرر الاتحاد الدولي لكرة القدم اعتماده حكما دوليا في سنة 2002 . أبرز المباريات التي أدارها كانت بين النرويج و مولدوفا في تصفيات كأس العالم 2006 .

## روابط خارجية
- فلوريان ماير على موقع Soccerway.com (الإنجليزية)